# Ronald Waterreus
Ronald Waterreus (Lemiers, 25 agosto 1970) è un ex calciatore olandese, di ruolo portiere, opinionista dell'emittente olandese NOS Studio Voetbal.

## Carriera

### Club
Iniziò la sua carriera nel 1992 giocando nel Roda JC. Dopo il passaggio al PSV nel 1994 si affermò rapidamente come uno dei migliori portieri della Eredivisie, venendo anche selezionato per la nazionale. Dopo dieci stagioni passate a difendere la porta del PSV, Waterreus si trasferì al Manchester City per una sola stagione.
Fu acquistato nel gennaio 2005 dal Rangers F.C. a causa dell'infortunio subito da Stefan Klos, anche se rapidamente divenne la prima scelta della squadra scozzese. Fu tra i protagonisti della storica partecipazione dei Rangers nella UEFA Champions League 2005-2006, dove raggiunsero per la prima volta gli Ottavi di Finale. Waterreus, comunque, perse l'appoggio dei tifosi della squadra dopo le sue critiche al club su un giornale olandese. Lasciò la squadra il 7 giugno 2006 non essendo giunto ad un accordo per il rinnovo del contratto.
Firmò un contratto a breve termine con l'AZ Alkmaar il 4 dicembre 2006, sostituendo gli infortunati Joey Didulica e Khalid Sinouh nel mese di dicembre. Nel gennaio 2007 lasciò nuovamente il club e accettò il trasferimento al New York Red Bulls nella Major League Soccer, con il quale si è ritirato nel 2007.

### Nazionale
Waterreus è stato selezionato nella nazionale olandese per Euro 2004. Con gli Oranje ha giocato in 7 occasioni complessivamente tra il 2001 e il 2004.

## Statistiche

### Cronologia presenze e reti in nazionale
| Cronologia completa delle presenze e delle reti in nazionale ― Paesi Bassi | Cronologia completa delle presenze e delle reti in nazionale ― Paesi Bassi | Cronologia completa delle presenze e delle reti in nazionale ― Paesi Bassi | Cronologia completa delle presenze e delle reti in nazionale ― Paesi Bassi | Cronologia completa delle presenze e delle reti in nazionale ― Paesi Bassi | Cronologia completa delle presenze e delle reti in nazionale ― Paesi Bassi | Cronologia completa delle presenze e delle reti in nazionale ― Paesi Bassi | Cronologia completa delle presenze e delle reti in nazionale ― Paesi Bassi |
| Data                                                                       | Città                                                                      | In casa                                                                    | Risultato                                                                  | Ospiti                                                                     | Competizione                                                               | Reti                                                                       | Note                                                                       |
| -------------------------------------------------------------------------- | -------------------------------------------------------------------------- | -------------------------------------------------------------------------- | -------------------------------------------------------------------------- | -------------------------------------------------------------------------- | -------------------------------------------------------------------------- | -------------------------------------------------------------------------- | -------------------------------------------------------------------------- |
| 15-8-2001                                                                  | Londra                                                                     | Inghilterra                                                                | 0 – 2                                                                      | Paesi Bassi                                                                | Amichevole                                                                 | -                                                                          | 46’                                                                        |
| 27-3-2002                                                                  | Rotterdam                                                                  | Paesi Bassi                                                                | 1 – 0                                                                      | Spagna                                                                     | Amichevole                                                                 | -                                                                          | 46’                                                                        |
| 19-5-2002                                                                  | Foxborough                                                                 | Stati Uniti                                                                | 0 – 2                                                                      | Paesi Bassi                                                                | Amichevole                                                                 | -                                                                          |                                                                            |
| 12-2-2003                                                                  | Amsterdam                                                                  | Paesi Bassi                                                                | 1 – 0                                                                      | Argentina                                                                  | Amichevole                                                                 | -                                                                          |                                                                            |
| 29-3-2003                                                                  | Rotterdam                                                                  | Paesi Bassi                                                                | 1 – 1                                                                      | Rep. Ceca                                                                  | Qual. Euro 2004                                                            | -1                                                                         |                                                                            |
| 2-4-2003                                                                   | Tiraspol                                                                   | Moldavia                                                                   | 1 – 2                                                                      | Paesi Bassi                                                                | Qual. Euro 2004                                                            | -1                                                                         |                                                                            |
| 1-6-2004                                                                   | Losanna                                                                    | Paesi Bassi                                                                | 3 – 0                                                                      | Fær Øer                                                                    | Amichevole                                                                 | -                                                                          | 46’                                                                        |
| Totale                                                                     |                                                                            | Presenze                                                                   | 7                                                                          |                                                                            | Reti                                                                       | -2                                                                         |                                                                            |

## Palmarès

### Club
- Coppa dei Paesi Bassi: 1

PSV: 1995-1996
- Campionato olandese: 4

PSV: 1996-1997, 1999-2000, 2000-2001, 2002-2003
- Supercoppa dei Paesi Bassi: 6

PSV: 1996, 1997, 1998, 2000, 2001, 2003

### Individuale
- Portiere dell'anno dell'Eredivisie: 1

2001